# Linda Sembrant
Linda Sembrant (ur. 15 maja 1987 w Uppsali) – szwedzka piłkarka, grająca na pozycji obrońcy we włoskim klubie Juventus oraz w reprezentacji Szwecji.

## Kariera piłkarska

### Kariera klubowa
Wychowanka klubów SK Servia, Upsala IF i Bälingetrollen, a następnie szkoliła się w systemie młodzieżowym Bälinge. Chociaż jej wzorem do naśladowania, gdy dorastała, był napastnik Henrik Larsson piłkarka została obrońcą. W 2004 roku rozpoczęła karierę piłkarską w barwach Bälinge. W pierwszej połowie sezonu 2006/07 została wypożyczona do angielskiego Lincoln City. Następnie przeniosła się do AIK w 2008 roku, gdzie później została wybrana na kapitana drużyny. W listopadzie 2010 roku została zaproszona do Kopparbergs/Göteborg. Rok później zasiliła skład Tyresö FF, z którym w 2012 roku wygrała mistrzostwa Szwecji. Po rozwiązaniu Tyresö w sezonie 2014, jako wolny agent wyjechała do Francji, gdzie została piłkarką klubu Montpellier. W lipcu 2019 roku podpisała kontrakt z Juventusem.

### Kariera reprezentacyjna
W lutym 2008 debiutowała w narodowej reprezentacji Szwecji w meczu przeciwko Anglii. Wcześniej była powoływana do młodzieżowych reprezentacji U-17 i U-19 i U-23.

## Sukcesy i odznaczenia

### Sukcesy piłkarskie
Szwecja
- wicemistrz Igrzysk Olimpijskich: Rio de Janeiro 2016

Kopparbergs/Göteborg
- zdobywca Pucharu Szwecji: 2011

Tyresö
- mistrz Szwecji: 2012

Montpellier
- wicemistrz Francji: 2017
- 3.miejsce mistrzostw Francji: 2016, 2018, 2019

Juventus
- mistrz Włoch: 2019/20
- zdobywca Superpucharu Włoch: 2019